# Tomáš Vlasák
Tomáš Vlasák (ur. 1 lutego 1975 w Pradze) – czeski hokeista, reprezentant Czech.

## Kariera
- Slavia Praga U18 (1990-1991)
- Slavia Praga (1991-1993)
- HC Litvínov (1993-1998)
- HPK (1998-2000)
- Los Angeles Kings (2001-2002)
- Lowell Lock Monsters (2001-2002)
- HC Ambrì-Piotta (2001-2002)
- Awangard Omsk (2002-2004)
- Ak Bars Kazań (2004)
- Slavia Praga (2004-2007)
- Linköping (2007)
- HC Pilzno 1929 (2007-2014)
- Slavia Praga (2014-2015)

Wychowanek Slavii Praga. Od 2007 zawodnik HC Pilzno 1929. W maju 2013 przedłużył kontrakt. Odszedł z klubu w kwietniu 2014. Od maja 2014 ponownie zawodnik Slavii. W kwietniu 2015 zakończył karierę.
Uczestniczył w turniejach mistrzostw świata w 1999, 2000, 2001, 2002 oraz Pucharu Świata 2004.

## Sukcesy
Reprezentacyjne
- Złoty medal mistrzostw Europy juniorów do lat 18: 1992
- Brązowy medal mistrzostw Europy juniorów do lat 18: 1993
- Złoty medal mistrzostw świata: 1999, 2000, 2001

Klubowe
- Srebrny medal mistrzostw Czech: 1996 z HC Litvínov, 2006 ze Slavią
- Brązowy medal mistrzostw Finlandii: 1999, 2000 z HPK
- Złoty medal mistrzostw Rosji: 2004 z Awangardem Omsk
- Srebrny medal mistrzostw Szwecji: 2007 z Linköping
- Brązowy medal mistrzostw Czech: 2012 z HC Pilzno
- Puchar Prezydenta Czeskiej Federacji Hokeja na Lodzie: 2010 z HC Pilzno
- Zwycięzca fazy zasadniczej European Trophy: 2011 z HC Pilzno
- Złoty medal mistrzostw Czech: 2013 z HC Pilzno
- Tipsport Hockey Cup: 2010 z HC Pilzno

Indywidualne
- Mistrzostwa Europy juniorów do lat 18 w hokeju na lodzie 1993:
  - Drugie miejsce w klasyfikacji asystentów turnieju: 7 asyst
  - Piąte miejsce w klasyfikacji kanadyjskiej turnieju: 12 punktów[5]
- SM-liiga 1998/1999:
  - Skład gwiazd
- SM-liiga 1999/2000:
  - Najlepszy zawodnik miesiąca - styczeń 2000
- Mistrzostwa świata 2000:
  - Skład gwiazd turnieju
- Superliga rosyjska w hokeju na lodzie (2002/2003):
  - Nagroda Najlepsza Trójka dla tercetu najskuteczniejszych strzelców ligi (oraz Martin Procházka i Pavel Patera) - łącznie 46 goli
- Ekstraliga czeska w hokeju na lodzie (2008/2009):
  - Pierwsze miejsce w klasyfikacji asystentów w fazie play-off: 13 asyst
- Ekstraliga czeska w hokeju na lodzie (2010/2011):
  - Pierwsze miejsce w klasyfikacji asystentów w sezonie zasadniczym: 30 asyst
  - Pierwsze miejsce w klasyfikacji kanadyjskiej w sezonie zasadniczym: 68 punktów